# Hadiya (royaume)
Hadiya ou Hadya est un ancien royaume et une ancienne province du sud de l'Éthiopie qui se situait au sud du Nil Bleu, l'ouest de la province de Choa et au nord-ouest des lacs Ziway et Langano.
Cette province a donné son nom à l'actuelle zone d'Hadiya qui fait partie de la région des nations, nationalités et peuples du Sud. 

## Histoire
La plus ancienne mention d'Hadiya se trouve dans le Kebra Nagast (ch. 94) qui évoque son existence au XIIIe siècle. Une autre mention apparaît dans un manuscrit ancien écrit dans le  monastère de l'île du lac Haïk, qui indique qu'après avoir conquis le royaume D'mt, l'Empereur Amda Seyon Ier se serait dirigé vers Hadiya et en aurait pris le contrôle. Un peu plus tard au cours du règne de cet Empereur, le roi d'Hadiya, Amano, aurait refusé de se soumettre à l'Empereur, encouragé par un prophète musulman appelé Bel'am. L'Empereur aurait alors lancé ses troupes contre Hadiya, tuant de nombreux habitants et réduisant les autres à l'esclavage. Malgré cette expédition punitive, de nombreuses personnes vivant dans la province ont servi dans l'armée d'Amda Seyon.
Sous le règne de Zara Yacoub, le gouverneur d'Hadiya, Garad Mahiko, continue comme son prédécesseur à refuser de se soumettre à l'Empereur. Cependant, trahi par l'un de ses proches, Mahiko est renversé au profit de son oncle Bamo et il dut fuir jusqu'au sultanat d'Adal, mais il fut tué par ses poursuivants qui envoyèrent sa tête et ses membres à Zara Yacoub comme preuve de sa mort.
De nombreux rois d'Ethiopie se sont mariés à des femmes venant de la province d'Hadiya. La puissante impératrice Hélène d'Hadiya, épouse de Zara Yacoub, en est un exemple.